# Giulietto Chiesa
Giulietto Chiesa (ur. 4 września 1940 w Acqui Terme, zm. 26 kwietnia 2020) – włoski polityk, dziennikarz, działacz komunistyczny, w latach 2004–2009 poseł do Parlamentu Europejskiego.

## Życiorys
W 1960 uzyskał maturę w klasie o profilu klasycznym. Pracował jako dziennikarz. Był korespondentem w Moskwie, najpierw dla związanej z komunistami gazety „L'Unità”. Od 1990 współpracował z centrolewicowym dziennikiem „La Stampa”. Przygotowywał relacje dla programów informacyjnych TG5 w Canale 5, TG1 w Rai 1 i TG3 w Rai 3. Pod koniec lat 80. studiował w Centrum Wilsona w Waszyngtonie.
Od lat 60. działał w organizacjach komunistycznych. Był członkiem sekretariatu krajowego Włoskiej Federacji Młodzieży Komunistycznej, w latach 70. zasiadał w sekretariacie krajowym Włoskiej Partii Komunistycznej (PCI). Przewodniczył PCI w radzie prowincji Genua.
W wyborach w 2004 uzyskał mandat posła do Parlamentu Europejskiego. Kandydował z ramienia ugrupowania Włochy Wartości, założonego przez Antonio Di Pietro. Początkowo zasiadał w grupie Porozumienia Liberałów i Demokratów na rzecz Europy, później przeszedł do frakcji Partii Europejskich Socjalistów. Od 2005 do 2007 był wiceprzewodniczącym Komisji Handlu Zagranicznego.
W 2007 stał na czele zespołu grupy naukowców i polityków, który opublikował raport, zawierający teorie spiskowe o zamachach z 11 września 2001. Według autorów tego opracowania, za atakami na World Trade Center i Pentagon nie stała Al-Ka’ida, lecz była to mistyfikacja przeprowadzona przez określone grupy rządzące w Stanach Zjednoczonych. Celem tego działania miało być wypowiedzenie długotrwałej wojny przeciwko terroryzmowi dla rozpoczęcia nowej strategii ukierunkowanej na zawładnięcie światem. Wyprodukował i wyreżyserował następnie promujący te teorie film dokumentalny Zero, wyświetlany w 2008 m.in. przez rosyjską telewizję. W tym samym roku publicznie (m.in. w kanale Russia Today) krytykował prezydenta Gruzji Micheila Saakaszwilego w okresie konfliktu zbrojnego w Osetii Południowej.
W 2009 bezskutecznie ubiegał się o reelekcję do PE na Łotwie, kandydując z drugiego miejsca reprezentującego rosyjskojęzyczną mniejszość ugrupowania O Prawa Człowieka w Zjednoczonej Łotwie.